# Роршах (город)
Роршах (нем. Rorschach) — город в Швейцарии, в кантоне Санкт-Галлен, на южном берегу Боденского озера.
Роршах входит в состав округа Роршах. Население составляет 9646 человек (на 31 декабря 2020 года). Официальный код — 3215.
В 1597 г. в Роршахе печаталось издание Annus Christi, которое швейцарцы считают первой в мире газетой.
Рядом с Роршахом расположено бывшее имение Пармских Бурбонов — замок Вартегг, где после свержения Габсбургов жила последняя австрийская императрица, Цита. В 1884 г. в Роршахе родился первый актёр, удостоенный «Оскара», — Эмиль Яннингс.

## История
Поселение впервые упомянуто в булле Оттона I от 947 года, предоставлявшей оживлённый перекрёсток паломнических путей в распоряжение аббатства св. Галла.
В 1489-90 годах «Rorschacher Klosterbruch», или разрушение аббатства в Роршахе, положило начало войне в Санкт-Галлене. После десятилетнего конфликта с городом Санкт-Галлен, в конце 1480 года аббат Ульрих Реш начал планировать перенести аббатство из города Санкт-Галлен в Роршах. Переехав, он надеялся избежать независимости и конфликтов в городе. Кроме того, приблизившись к важным торговым путям озера, он мог бы превратить Роршах в крупную гавань и собрать целое состояние в виде налогов. В свою очередь мэр Варнбюлер и город опасались, что новая гавань на озере приведет к тому, что торговля пойдет в обход Санкт-Галлена и Аппенцелля. Затем они были бы вынуждены пройти через гавань князя-епископа, чтобы продать свою ткань. Хотя город Санкт-Галлен и Аппенцелль выступали против нового монастыря, после одобрения папы Сикста IV и длительных переговоров с императором Фридрихом III краеугольный камень нового аббатства Мариаберг был заложен 21 марта 1487 года.
Сначала город просто протестовал против плана аббата, но когда это ни к чему не привело, они начали планировать нападение на аббатство. Они полагали, что Швейцарская конфедерация не будет вмешиваться из-за напряженности в отношениях между ними и Швабской лигой. 28 июля 1489 года группа из 1200 аппенцеллеров и 350 санкт-галленеров собралась в Грабе (ныне часть Эггерсрита) и двинулась на аббатство. Они быстро снесли стены и сожгли все, что смогли найти. Проведя ночь за выпивкой и угощением из запасов настоятеля, они вернулись в свои дома. Нападение стоило настоятелю 13 000 гульденов, которые он уже потратил на строительство, а также еще 3000 на мебель и принадлежности. Вассалы аббатства поддержали действия города и Аппенцелля и 21 октября 1489 года подписали Вальдкирхерское соглашение с повстанцами.
Следующие месяцы аббат провел в поисках поддержки у своих союзников в Старой Швейцарской Конфедерации, чтобы наказать Санкт-Галлен и Аппенцелль. Поначалу он не добился большого успеха. В то время как четыре союзных кантона (Цюрих, Люцерн, Швиц и Гларус) в целом поддерживали аббата, остальная часть Конфедерации этого не сделала. Однако подписание Вальдкирхерского соглашения показалось угрожающим Конфедерации и заставило ее поддержать аббата. 24 января 1490 года Конфедерация разрешила четырем кантонам атаковать город и Аппенцелль. Столкнувшись с силами Конфедерации, Вальдкирхерское соглашение утратило силу, поскольку каждая группа готовилась защищаться. Швейцарская армия осадила Санкт-Галлен 11 или 12 февраля, а 15 февраля город сдался. Монастырь Мариаберг был перестроен начиная с 1497 года и завершен в 1518 году. Он служил монастырю Санкт-Галлена в качестве административного центра, а позже стал школой.

## География
Площадь Роршаха по состоянию на 2006 год составляла 1,8 км². Из этой площади 7,3 % используется в сельскохозяйственных целях, в то время как 1,7 % покрыто лесами. Из остальной части земли 90,4 % заселено (здания или дороги), а остальная часть (0,6 %) непродуктивна (реки или озера).
Муниципалитет является столицей Валькрайса Роршаха. Он расположен на Боденском озере и граничит с муниципалитетами Роршахерберг и Гольдах.

## Демография
Население Роршаха (по состоянию на 31 декабря 2020 года) составляет 9646 человек. По состоянию на 2007 год около 43,7 % населения составляли иностранные граждане. Из иностранного населения (по состоянию на 2000 год) 156 — из Германии, 747 — из Италии, 1353 — из бывшей Югославии, 103 — из Австрии, 329 — из Турции и 740 — из других стран.
За последние 10 лет численность населения сократилась на 5 %. Большая часть населения (по состоянию на 2000 год) говорит на немецком языке (76,0 %), при этом итальянский язык является вторым по распространенности (5,3 %), а сербохорватский — третьим (4,4 %). Из швейцарских национальных языков (по состоянию на 2000 год) 6572 говорят по-немецки, 38 человек говорят по-французски, 462 человека говорят по-итальянски и 13 человек говорят по-романшски.
Распределение по возрасту, по состоянию на 2000 год, в Роршахе составляет: 885 или 10,2 % населения в возрасте от 0 до 9 лет, 991 или 11,5 % в возрасте от 10 до 19 лет. Из взрослого населения 1224 человека или 14,2 % населения в возрасте от 20 до 29 лет, 1351 человек или 15,6 % в возрасте от 30 до 39 лет, 1190 человек или 13,8 % в возрасте от 40 до 49 лет, 1013 человек или 11,7 % в возрасте от 50 до 59 лет, 786 человек или 9,1 % населения в возрасте от 60 до 69 лет, 751 человек или 8,7 % в возрасте от 70 до 79 лет, 402 человека или 4,6 % в возрасте от 80 до 89 лет и 54 человека или 0,6 % в возрасте от 90 до 99 лет.
На федеральных выборах 2007 года самой популярной партией была SVP, которая получила 26,1 % голосов. Следующими тремя наиболее популярными партиями были SP (23,6 %), CVP (22,9 %) и FDP (13,9 %).

## Транспорт
Железнодорожные линии связывают город с Санкт-Галленом, Санкт-Маргретеном и Романсхорном. Железная дорога Роршах-Хайден-Бан ведёт в Хайден (800 м над уровнем моря). В 1856 году станция стала конечной станцией линии Цюрих — Санкт-Галлен. Раньше железнодорожные вагоны перевозились по Боденскому озеру, и таким образом можно было добраться до Хайдена из Франкфурта или Берлина без пересадки на поезд.
Шоссе А1 проходит недалеко к югу от Роршаха, но в городе нет собственной развязки. Шоссе ведёт к Санкт-Галлену на западе и Санкт-Маргретену на востоке.
В Роршахе также есть гавань, обслуживаемая пассажирскими паромами. Они отправляются в близлежащие города на швейцарской и немецкой сторонах озера.

## Экономика
По состоянию на 2007 год уровень безработицы в Роршахе составлял 3,59 %. По состоянию на 2005 год в первичном секторе экономики было занято 30 человек и около 3 предприятий, задействованных в этом секторе. 1188 человек заняты во вторичном секторе, и в этом секторе насчитывается 103 предприятия. 3417 человек заняты в третичном секторе, при этом 467 предприятий в этом секторе.
По состоянию на 2000 год в муниципалитете работало 1878 жителей, в то время как 2486 жителей работали за пределами Роршаха и 4218 человек приезжали в муниципалитет на работу.

## Религия
По данным переписи населения 2000 года, 4033 или 46,6 % являются католиками, в то время как 1868 или 21,6 % принадлежали к швейцарской реформатской церкви. Из остальной части населения 9 человек (или около 0,10 % населения) принадлежат к христианской католической вере, 407 человек (или около 4,71 % населения) принадлежат к Православной церкви, и 187 человек (или около 2,16 % населения) принадлежат к другой христианской церкви. Есть 1 человек, который является евреем, и 1106 (или около 12,79 % населения), которые исповедуют ислам. Есть 68 человек (или около 0,79 % населения), которые принадлежат к другой церкви (не указанной в переписи), 652 (или около 7,54 % населения) не принадлежат ни к одной церкви, являются агностиками или атеистами, и 316 человек (или около 3,65 % населения) не ответили на вопрос.

## Знаменитые люди из Роршаха
- Август Байер
- Энрико Бурбон-Пармский
- Эмиль Яннингс
- Нил Яни